# Сант'Анђело ди Пјове ди Сако
Сант'Анђело ди Пјове ди Сако (итал. Sant'Angelo di Piove di Sacco) је насеље у Италији у округу Падова, региону Венето.
Према процени из 2011. у насељу је живело 6128 становника. Насеље се налази на надморској висини од 2 м.

## Становништво
Према резултатима пописа становништва 2011. у општини је живело 7.211 становника.
| 1931. | 1936. | 1951. | 1961. | 1971. | 1981. | 1991. | 2001. | 2011. |
| ----- | ----- | ----- | ----- | ----- | ----- | ----- | ----- | ----- |
| 5.111 | 5.266 | 5.610 | 5.021 | 5.605 | 5.861 | 6.007 | 6.665 | 7.211 |